# Тюб-Караган
Тюб-Караган (каз. Түпқараған), Тук-Караган — мыс на полуострове Мангышлак на восточном берегу Каспийского моря. 
Через мыс в древности шло сообщение «из Хивы в Русы»: от мыса к Хиве шло сухопутное сообщение на верблюдах, а от мыса к устью Волги морское. 
В 1716 году на мысу была построена одноименная русская крепость, которая была эвакуирована в 1717 году вследствие мора, угрозы со стороны кочевников-туркмен и известий о гибели Хивинской экспедиции.
На полуострове Тюб-Караган найдены памятники палеолита.